# Bábeli könyvtár
A bábeli könyvtár egy képzeletbeli könyvtár Jorge Luis Borges argentin szerző Bábeli könyvtár („La biblioteca de Babel”) című novellájában, amelyben minden könyv azonos terjedelmű, nagyságú és kötésű. Ezek a könyvek hatszögletű könyvtárszobákban helyezkednek el, és a könyvtárban az összes lehetséges ilyen könyv megtalálható (az összes betűsorrend).

## Pontos jellemzők
„Minden hatszög minden falának öt polc felel meg; minden polcon harminckét azonos nagyságú könyv, minden könyv négyszáztíz oldalas, minden oldalon negyven sor, minden sorban mintegy nyolcvan fekete betű.” A betűkészlet 22 betűből áll, ezen kívül van még két írásjel: a vessző és a pont, valamint szóköz, azaz összesen 25 írásjel.